# Christina y Los Subterráneos
Christina y los Subterráneos fue una banda de indie pop española, liderada por Christina Rosenvinge, autora de todas las canciones. La formación nunca llegó a ser fija, por lo que gran número de músicos tocaron en ella hasta que Christina se deshizo del nombre de banda y continuó con su propio nombre. 

## Historia
Su primer álbum de estudio, Que me parta un rayo (1992), lo grabaron los músicos Pancho Varona, Jaime Asúa, José Nodar, Óscar Quesada y Antonio García de Diego. En la gira tocaron David Gwynn, Gonzalo de las Heras, Elsa Fernández, Tito Dávila y Sergio Castillo. Su segundo disco fue producido por Steve Jordan y Nico Bolas, y tocaron Pino Palladino, Steve Boltz y Simón Fisher Turner. El argentino Andrés Calamaro hizo los coros. En la gira tocaron Gwynn, Pablo Guadalupe y Mac Hernández. Después de dos álbumes, Rosenvinge continuó con su carrera musical bajo su propio nombre publicando su primer álbum de estudio en solitario, Cerrado, producido por Lee Ranaldo, antes de mudarse a Nueva York y dar comienzo a una etapa americana. 
Christina y los Subterráneos se inició a principios de la década de 1990, después de que Rosenvinge abandonara el grupo Álex & Christina, para centrarse más en el sonido rock y continúa en la actualidad. En 2023 Rosenvinge ha celebrado el trigésimo aniversario de su primer disco, Que me parta un rayo, con una gira que se inició en el mes de enero en España en el Circo Price de Madrid, y ha pasado por Santiago, Talca, Concepción, Chillán, Quilpué yFrutillar en Chile, Medellín y Bogotá en Colombia, y Lima en Perú. En la actualidad se está realizando un documental sobre el impacto de Que me parta un rayo en Chile en 1992.

## Discografía

### Álbumes de estudio

#### Que me parta un rayo(1992)
1. «Tú por mí»
2. «Mil pedazos»
3. «Pulgas en el corazón»
4. «Señorita»
5. «Yo no soy tu ángel»
6. «Voy en un coche»
7. «Ni una maldita florecita»
8. «Tengo una pistola»
9. «Las suelas de mis botas»
10. «Alguien que cuide de mí»

#### Mi pequeño animal(1994)
1. «Mi habitación»
2. «Días grandes de Teresa»
3. «Pálido»
4. «Flores raras»
5. «Todos los chicos»
6. «Mi pequeño animal»
7. «Días de tormenta»
8. «Sé que me harás llorar»
9. «Buena suerte, Dani»
10. «Alicia»
11. «Al fin sola, al fin loca»
12. «Muertos o algo mejor»

### Álbumes en vivo

#### En vivo Madrid(1993)
1. «Tengo una pistola»
2. «Señorita»
3. «Pulgas en el corazón»
4. «Alguien que cuide de mí»
5. «Mil pedazos»
6. «Yo no soy tu ángel»
7. «Voy en un coche»
8. «Tú por mí»